# Anamnese (medisch)
Een anamnese is wat een patiënt met betrekking tot de voorgeschiedenis en relevante omstandigheden van zijn ziekte of aandoening aan een zorgverlener kan vertellen.
Een anamnese komt tot stand doordat de zorgverlener aan de patiënt gerichte vragen stelt. Afhankelijk van de specifieke situatie kunnen daarbij bijvoorbeeld relevant zijn:
- Afkomst, leeftijd, gewicht en lengte van de patiënt
- Een beschrijving van het ziektebeeld
- Systematische vragen over verschillende organen
- Een eventuele ziektegeschiedenis van de familie (ouders, grootouders, broers, zussen)
- Kinderziekten
- Eerdere ziekten
- Verre reizen die de patiënt recent heeft ondernomen
- Sociale status, waaronder beroep, verslavingen (roken/drinken), allergieën, seksualiteit, et cetera

Anamnese in combinatie met een klinisch onderzoek (het lichamelijk onderzoek door de arts), leidt meestal tot een diagnose en een behandeling.

## Uitgebreide beschrijving, specifiek voor fysiotherapie
De anamnese is de ziektegeschiedenis zoals dit onder andere uit de herinnering van de patiënt blijkt. Dit betreft een chronologisch verslag van de patiënt over zijn symptomen, eventueel door vragen geleid. Om de patiënt zijn ervaringen te laten vertellen zal een behandelaar bij voorkeur neutrale vragen stellen en meestal geen symptomen aanreiken. 
Ook in een fysiotherapeutisch onderzoek voert de behandelaar een anamnese uit (in België: kinesitherapeutisch onderzoek).

### Algemene anamnese
1. Administratieve anamnese: Dit omvat onder andere adres, huisarts, verwijzende arts, verzekering, telefoon, leeftijd, geslacht en beroep en/of sport, ...

Leeftijd en geslacht: omdat sommige aandoeningen afhankelijk van de leeftijd en geslacht. Bijvoorbeeld De ziekte van Bechterew is een aandoening die vooral voorkomt bij mannen in de leeftijd van 20 tot 30 jaar. Beroep en/of sport: Het beroep van de patiënt kan een aanleiding zijn voor het ontstaan van klachten. Eenzijdige arbeid kan leiden tot overbelasting.
1. Sociale anamnese: Dit omvat vragen over onder andere de burgerlijke staat, woonklimaat (Hoe woont u?...) en werkklimaat (Voelt u zich goed op het werk tussen de collega’s? Hebt u stresserend werk?...). De gegevens kunnen aanwijzingen geven in hoeverre deze factoren van invloed zijn op het klachtenbeeld van de patiënt.

### Speciële anamnese
Dit onderdeel is te beschouwen als het belangrijkste onderdeel van de anamnese. De vraagstelling is vooral gericht op de actuele klachten

#### Fysiotherapie
. De fysiotherapeut gaat vragen stellen over pijn, bewegingsstoornissen, gevoelsstoornissen en vegetatieve stoornissen.
1. Pijn
  1. Waar pijn? De therapeut probeert de begrenzing, de uitgebreidheid, evenals de veranderingen in de uitgebreidheid van de pijn te achterhalen. Zo kan pijn zeer lokaal zijn en daardoor voor de patiënt duidelijk aanwijsbaar en lokaliseerbaar. Daartegenover staat de diffuus gevoelde pijn, die lokaal beperkt kan blijven, maar ook over een groot gebied kan uitstralen. Veranderingen in de uitgebreidheid en/of lokalisatie kunnen in verband gebracht worden met de actualiteit van de laesie. Een verandering in lokalisatie kan te maken hebben met een zich verplaatsende laesie, bijvoorbeeld een intern dérangement.
  2. Ontstaanswijze van de pijn? De ontstaanswijze kan spontaan of traumatisch zijn. In beide gevallen kan dit geleidelijk of plotseling zijn.
  3. Wanneer is de pijn begonnen? Deze vraagstelling heeft betrekking op de duur van de klacht. Bepaalde ziektebeelden kenmerken zich door hun evolutie in de tijd.
  4. Hoe is het verloop van de pijn? Het antwoord hierop is informatief over de ontwikkeling van het ziektebeeld, met als mogelijkheden: toenemend- afnemend, hetzij snel, hetzij langzaam, stationair, intermitterend of recidiverend.
  5. Welke invloeden zijn pijnvermeerderend of –verminderend? Invloed kan worden uitgeoefend door bijvoorbeeld een houding en/of beweging, rust en/of activiteit, dag- en/of nachtritme, klimaatomstandigheden en emotionele stress.
  6. Aard van de pijn? Ook deze vraagstelling kan informatie opleveren over de aandoening van de patiënt. Pijn kan worden ervaren als stekend, wat meestal op acute pijn duidt, of als zeurend wat vaak een indicatie is voor meer chronische pijn. Verder kan men nog o.a. brandende pijn, startpijn en pijnscheuten hebben.
  7. Grootte van de pijn? De pijn kan weergegeven worden op een VAS- schaal (Visual Analogue Scale). De onderzoeker tekent op een blad papier een lijn die 10 cm lang is. De patiënt moet op de lijn, aan de hand van een kruisje, de intensiteit van de pijn aanduiden, die hij op het moment van de anamnese voelt. De linker grens van de lijn stemt overeen met geen pijn, de rechtergrens van de lijn stemt overeen met maximale pijn. Vervolgens meet de onderzoeker de afstand van de linkergrens van de lijn tot het kruisje dat de patiënt aangeduid heeft en drukt deze uit in mm. Deze waarde stemt overeen met de intensiteit van pijn die de patiënt voelt op het moment van de anamnese.
2. Bewegingsstoornissen
  1. Bewegingsmogelijkheid: Kan verminderd zijn door een gedaalde beweeglijkheid of door incoördinatie. Gedaalde beweeglijkheid kan 2 oorzaken hebben: nl ofwel door krachtsverlies (permanent of korte duur) ofwel door mobiliteitsverlies (permanent of korte duur). Incoördinatie wil zeggen dat de controle op de beweeglijkheid gestoord is (permanent of korte duur).
  2. Geluiden: Doen zich bij het bewegen geluiden voor, dan is nadere beschouwing over de aard, de plaats en frequentie noodzakelijk. De aard van het geluid kan variërend zijn: grove crepitus, fijne crepitus, klikken of knarsen
3. Gevoelsstoornissen: Gevoelsstoornissen kunnen zich voordoen in de vorm van uitvalsverschijnselen en prikkelingsverschijnselen.
  1. Uitvalsverschijnselen: Deze zijn terug te voeren tot een vermindering van de gevoelskwaliteit (hypoësthesie) of een totale uitval van gevoel (anesthesie). De verschijnselen kunnen betrekking hebben op meerdere kwaliteiten van het gevoel, zoals temperatuur, pijn, tastzin, dit zowel grof als fijn.
  2. Prikkelingsverschijnselen: Deze duiden op een verandering in de gevoelswaarneming (dysesthesie). Deze kunnen duiden op een toename van gevoelskwaliteiten (hyperesthesie) of een onjuiste afysiologische gevoelssensatie (paresthesie). De onderzoeker zal zich nader dienen te oriënteren op de aard van de stoornis, de intensiteit, de distributie, het voorkomen en de beïnvloedbaarheid ervan.
4. Vegetatieve stoornissen: De patiënt ervaart de vegetatieve stoornissen als veranderingen in de kleur van de huid, een verhoogde of verminderde zweetsecretie, abnormale haargroei, verandering van de huid en nagels, temperatuurveranderingen, overgevoeligheid voor aanraking, warmte, koude en druk. Voorts kan een diffuse zwelling worden aangegeven.

### Aanvullende anamnese
- Algemeen conditieverminderende factoren?
- Voorgaande aandoeningen/ operaties?
- Huidig medicatiegebruik?
- Voorgaande behandelingen?
- Erfelijke aandoeningen?

Bevraag ook:
- Herstelbelemmerende factoren
- Herstelbevorderende factoren[1]

### Hulpvraag
Men moet eveneens nagaan welke de verwachtingen zijn van de patiënt over de behandeling. Het is belangrijk dat deze verwachtingen realistisch zijn.